# 12a edició dels Premis Sant Jordi de Cinematografia
La 12a edició dels Premis Sant Jordi de Cinematografia (aleshores oficialment Premios San Jorge) va tenir lloc el 23 d'abril de 1968, patrocinada pel "Cine Forum" de RNE a Barcelona dirigit per Esteve Bassols Montserrat i Jordi Torras i Comamala. La llista de premiats es va fer pública el 2 d'abril.
L'entrega va tenir lloc al Cine Alcázar de Barcelona i presidida pel delegat d'Informació i Turisme, José Luis Fernández, pel director de RNE i delegat de TVE a Barcelona, Jorge Arandes, i el delegat del Servei de Règim Interior i Relacions Públiques de l'Ajuntament de Barcelona, Esteve Bassols. Hi assistiren Geraldine Chaplin, Ludmilla Tchérina, Lucia Bosè, Mary Santpere i Ángel de Andrés Miquel. I la recaptació obtinguda fou destinada a la campanya benèfica de la RNE. Després de l'entrega es va projectar la pel·lícula Bonnie i Clyde, dirigida per Arthur Penn i protagonitzada per Faye Dunaway i Warren Beatty.

## Premis Sant Jordi
| Categoria                         | Premiat                 | Labor premiada                                |
| --------------------------------- | ----------------------- | --------------------------------------------- |
| Millor pel·lícula espanyola       | Peppermint Frappé       | Pel·lícula                                    |
| Millor pel·lícula estrenada       | Kaidan                  | Masaki Kobayashi                              |
| Millor interpretació espanyola    | Serena Vergano          | Una historia de amor                          |
| Millor interpretació              | Dirk Bogarde            | Accident El servent                           |
| Millor curtmetratge               | No compteu amb els dits | Pere Portabella                               |
| Millor pel·lícula infantil        | That Darn Cat!          | Robert Stevenson                              |
| Millor sala de Barcelona          | Cine Alexandra          | -                                             |
| Millor Cine Club de Catalunya     | Cine Club Sabadell      | -                                             |
| Millor sala especial de Barcelona | Cine Publi              | -                                             |
| Premi Especial del Jurat          | Josep Serra i Estruch   | Per la seva tasca a favor del cinema infantil |